# Advances in Ecological Research
Advances in Ecological Research (abrégé en Adv. Ecol. Res.) est une série monographique publiée par Elsevier qui traite de tous les aspects de l'écologie. La publication des volumes est irrégulière, mais ils paraissent environ tous les ans.  Chaque volume traite d’un thème particulier et possède un ISBN. Ainsi, chaque volume peut être considéré comme une monographie.   
D'après le Journal Citation Reports, le facteur d'impact de ce journal était de 0,762 en 2020.